# Meletijs Kaļistratovs
Meletijs Kaļistratovs, ros. Мелетий Архипович Каллистратов (ur. 15 maja 1896 w Dyneburgu, zm. 23 czerwca 1941 tamże) – łotewski nauczyciel, działacz społeczny i dziennikarz rosyjskiego pochodzenia, staroobrzędowiec, wieloletni parlamentarzysta Łotwy (1920–1934). 

## Życiorys

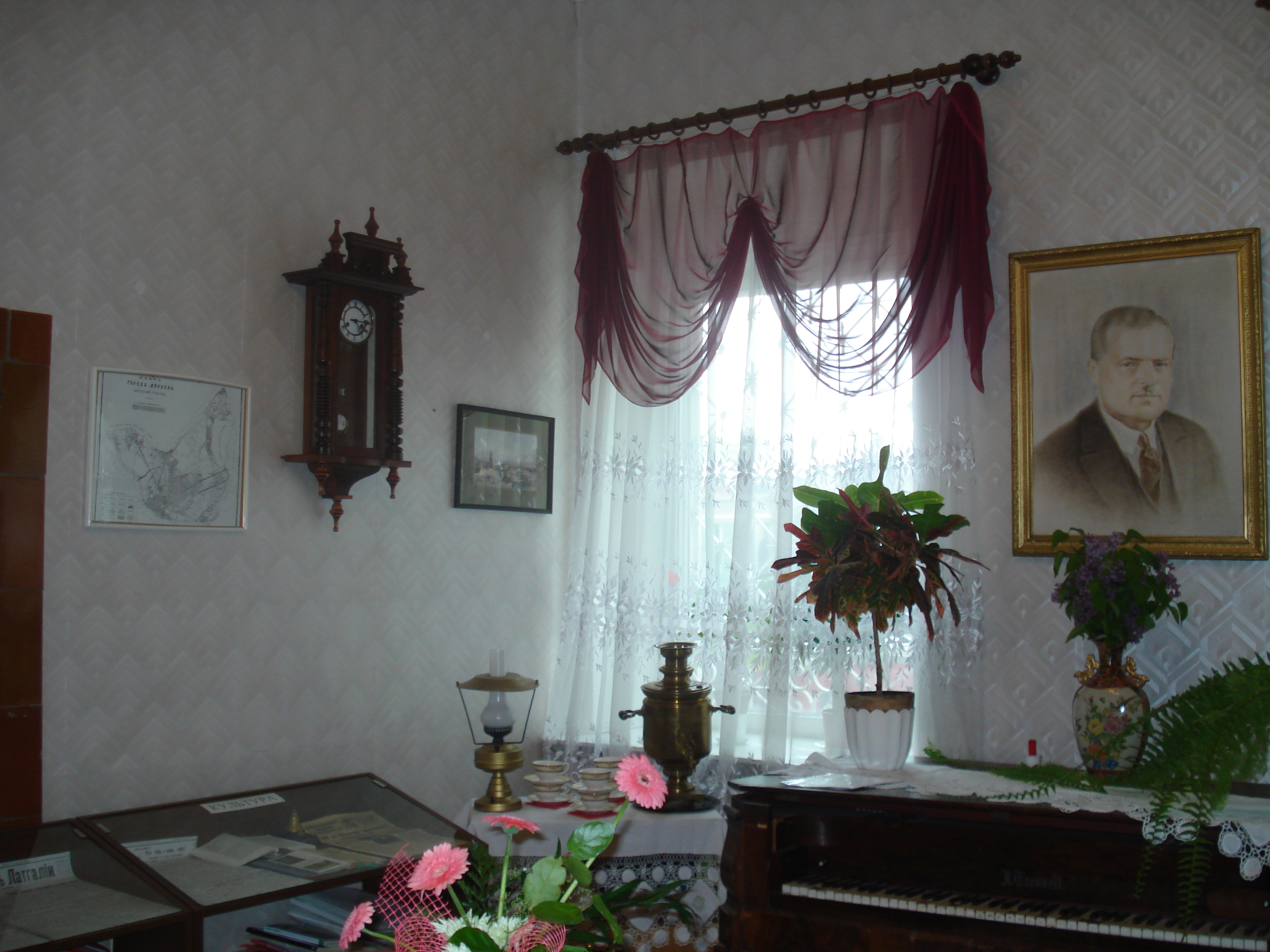
Izba pamięci poświęcona Kalistratowowi w jego dyneburskim mieszkaniu.

Urodził się w rodzinie staroobrzędowców trudniących się handlem. Ukończył seminarium nauczycielskie w Iłukszcie, po czym pracował jako nauczyciel w tej miejscowości. Związał się z lokalną społecznością starowierców, którym udzielał lekcji. Publikował również w lokalnej gazecie.
Po wybuchu I wojny światowej dobrowolnie zaciągnął się do armii rosyjskiej. W 1918 znalazł się w walczącym z Armią Czerwoną oddziale Anatolsa Līvensa, później walczył z bolszewikami w szeregach armii generała Judenicza. Dwa lata później powrócił do Łatgalii, gdzie w okresie 1920–1922 zasiadał w Radzie Miejskiej Dyneburga. W 1920 wszedł w skład Sejmu Ustawodawczego Republiki Łotewskiej jako reprezentant staroobrzędowców. Po raz kolejny był wybierany w latach 1922, 1925, 1928 i 1931 (Sejmy I, II, III i IV kadencji).
W listopadzie 1920 na I wszechłotewskim zjeździe staroobrzędowców został wybrany członkiem Centralnego Komitetu Staroobrzędowców na Łotwie.
W 1930 rozpoczął wydawanie rosyjskojęzycznego pisma "Голос Латгалии", jako dodatku do gazety "Наш двинский голос".
W wyniku zamachu stanu Kārlisa Ulmanisa w maju 1934 został na pół roku uwięziony w więzieniu w Lipawie. Po jego opuszczeniu pracował jako nauczyciel w Dyneburgu.
W 1940 objął posadę dyrektora rosyjskiego gimnazjum w Dyneburgu, jednak w październiku tego roku został aresztowany przez władze sowieckie. Po osądzeniu za udział w ruchu kontrrewolucyjnym podczas I wojny światowej skazany na karę śmierci i rozstrzelany na podwórzu więzienia w Dyneburgu.
Został pochowany na cmentarzu staroobrzędowców w Dyneburgu. Jego żona i dzieci wyemigrowały początkowo do Niemiec, później do USA.